# Kastleho–Meyerův test

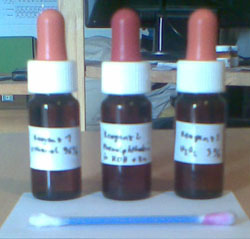
Pozitivní Kastleho–Meyerův test

Kastleho–Meyerův test je biochemický test, který detekuje ve vzorku protein hemoglobin, obsažený v krvi obratlovců. Této metody se využívá ve forenzních vědách při dokazování a vyšetřování trestného jednání. Citlivost testu umožňuje indikovat hemoglobin i při zředění 1 : 10 000 (až 1 : 107). Kastleho–Meyerův test však nemůže prokázat, zda se jedná o krev lidskou, či krev pocházející ze zvířete. Pro určení druhu, ze kterého pochází krev, se používá Ouchterlonyho test.

## Historie
Test byl poprvé popsán roku 1901 a byl pojmenován po americkém chemikovi Josephu Hoeingovi Kastlem (1864–1916), jehož první verze nebyla dopracovaná. Dokončil ji až roku 1903 německý fyzik a chemik Erich Meyer (1874–1927).

## Metoda
Vzorek krve je odebrán pomocí tamponu, poté je přidána kapka fenolftaleinu a po několika sekundách kapka peroxidu vodíku. Nastane peroxidace, která katalyzuje oxidaci fenolftaleinu. Pokud je hemoglobin přítomen, poslouží jako katalyzátor a původně bezbarvý fenolftalein se poměrně rychle zbarví na lehce růžovou barvu. Když ke zbarvení nedojde rychle, tak přibližně po 30 sekundách dojde k oxidaci fenolftaleinu přirozeně i bez katalyzátoru.
Pro pozdější otestování odebraného vzorku je možné ho zakápnout ethanolem. Zabrání se tak rozpadu přítomných buněk.
Tento test nijak nepoškozuje vzorek a je možné ho provést vícekrát, aniž by muselo dojít k dalšímu odběru.

## Princip
K testu se používá fenolftalein, který byl redukován o dva elektrony a je předem rozpuštěn v alkalickém roztoku. Obvykle se získá vařením fenolftaleinu v alkalickém roztoku s práškovým zinkem, po redukci se intenzivní růžová barva změní na lehce nažloutlou. Za pomoci dvou elektronů z redukovaného fenolftaleinu se přidaný peroxid vodíku přemění na vodu:
HOOH + 2 e− + 2 H+ → 2 H2O
Tuto reakci může katalyzovat hemoglobin, ale také další oxidační činidla, zejména měďnaté a nikelnaté soli. Proto je nutné po přidání fenolftaleinu několik sekund počkat a až poté přidat peroxid vodíku, aby bylo zajištěno, že následná změna barvy v případě pozitivního výsledku bude způsobena přítomností hemoglobinu.